# إيندرا توهير
إيندرا توهير (بالإندونيسية: Indra Thohir)‏ هو لاعب كرة قدم إندونيسي، ولد في 7 يوليو 1941 في باندونغ في إندونيسيا. لعب مع برسيب باندونغ.